# X.400
X.400 je sada doporučení ITU definujících standardy pro systémy zpracování zpráv (anglicky Message Handling Systems, MHS), známější pod označením „e-mail“.
Na konci 20. století se očekávalo, že se X.400 stane dominantním systémem elektronické pošty, ale úspěch Internetu zapříčinil, že tuto roli převzaly systémy založené na mnohem jednodušším protokolu SMTP. Protokol X.400 je však stále používán v mnoha organizacích a do roku 2006 byl jádrem Microsoft Exchange Serveru; varianty X.400 také stále hrají významnou roli v americké armádě a letectví.

## Historie
- 1984 (Red Book) – první verze doporučení X.400
- 1988 (Blue Book) – výrazně upravená verze
- 1992 (White Book) – přidány nové vlastnosti

První verze doporučení X.400 byla publikována v roce 1984 (Red Book), v roce 1988 byla publikována výrazně upravená verze
(Blue Book). Nové vlastnosti byly přidány v roce 1992 (White Book) i v dalších vydáních. X.400 mělo původně fungovat nad transportními službami OSI, ale nejoblíbenějším způsobem provozování X.400 se stala úprava pro fungování nad TCP/IP (RFC 1006).
Standardy série X.400 byly vyvinuty ve spolupráci s ISO jako OSI protokoly pro výměnu a adresování elektronických zpráv. Doprovodná série doporučení F.400 definuje Message Handling Services založené na Message Handling Systems (MHS) a přístup k MHS pro veřejné služby. Na konci 90. let 20. století ITU-T sjednotila doporučení F.400 a X.400 a publikovala ITU-T F.400/X.400 (06/1999) doporučení „Message handling system and service overview“.
Sada doporučení X.400 definuje technické aspekty MHS: ITU-T Rec. X.402 | (ISO/IEC 10021-2) definuje celkovou systémovou architekturu MHS, ITU-T Rec. X.411 | (ISO/IEC 10021-4) definuje přenos zpráv (Message Transfer Service, MTS) a jeho funkční komponentu Message Transfer Agent (MTA) a ITU-T Rec. X.413 | (ISO/IEC 10021-5) definuje Message Store. Všechna doporučení ITU-T definují jednoznačné termíny pro popisy jednotlivých entit a procedur poštovního systému. Na příklad e-zprávy posílané mezi lidmi se označují jako Interpersonal Messaging (IPM); elektronicky strukturované obchodní dokumenty (např. faktury, objednávky, avízo o odeslání zboží, apod.) vyměňované mezi obchodními partnery se označují jako EDI protokoly.
Jako většina ISO standardů pro aplikační vrstvu X.400 v Severní Americe neobstála ve střetu s internetovým protokolem SMTP. V Evropě, Jižní Americe a Asii byly systémy používající X.400 poměrně široce implementovány, zvláště pro EDI služby. I v Severní Americe se X.400 v některých oblastech stále používá (armáda, zpravodajské služby, letectví), zejména kvůli tomu, že bezpečnostní funkce a funkce pro kontrolu integrity zpráv byly v X.400 vyvinuty a používány mnohem dříve než u SMTP (S/MIME, PGP a SMTP-TLS). Z těchto důvodů se X.400 dosud používá pro přenos EDI zpráv mezi aplikacemi.
Zpracování zpráv je úlohou pro zpracování distribuovaných zpráv, která v sobě zahrnuje přenos a ukládání zpráv. Doporučení ITU-T definují konkrétní protokoly pro široké spektrum komunikačních úloh. Na příklad protokol P1 se používá výhradně pro komunikaci mezi MTA, P3 mezi e-mailovým klientem a MTA a P7 mezi e-mailovým klientem a úložištěm zpráv.
Od verze z roku 1994 umožňuje P7 v úložišti zpráv používat složky, odeslané zprávy ukládat a poskytuje různé automatické akce jako je automatické třídění do složek a svázání odpovědí a doručenek s odeslanou zprávou.
X.400 definuje standardy pro formát zpráv pro komunikaci mezi uživatelskými poštovními programy (anglicky User Agents, UA). Tyto standardy jsou utvářeny jako konceptuální protokoly, které využívají P1 a P3/P7 pro spolehlivou dopravu obsahu zpráv. X.400 standard pro formát zpráv používaných pro komunikaci mezi lidmi (anglicky interpersonal messaging, IPM) je X.420 | ISO/IEC 10021-7 byl v Red Book pojmenován P2. Rozšířená verze IPM v Blue Book dostala content-type 22 (jako P2 verze 2) a je často označována jako P22, přestože tento termín není definován v žádném standardu. Standard pro obsah zpráv pro EDI je definován v ITU-T doporučení F.435 | ISO/IEC 10021-8 a ITU-T doporučení X.435 | ISO/IEC 10021-9, a neformálně označován jako P35. Typ obsahu pro hlasovou poštu je definován v ITU-T doporučeních F.440 a X.440.
MS Exchange Server 2007 nepoužívá MTA objekt a X.400 konektor (který musí používat MTA) v Exchange Server 2007 už není obsažen. Exchange Server 2007 již nemá X.400 default proxy e-mailové adresy.
Mezi důležité vlastnosti X.400 patří strukturované adresování, ASN.1 binární kódování umožňující přenos multimediálního obsahu (efektivnější a definovaný před MIME) a integrované bezpečnostní vlastnosti. Protože ITU předpokládala, že služby pro přenos zpráv mezi X.400 a jinými systémy budou poštovní a telekomunikační společnosti (anglicky Postal Telegraph and Telephone, PTT), X.400 zahrnovala pole pro automatizovaný přenos zpráv mezi X.400 a jinými telekomunikačními a poštovními službami, jako Telex, fax a papírovou poštou. ISO později doplnilo otevřené směrovací standardy (ITU-T doporučení X.412 | ISO/IEC 10021-10 a ITU-T doporučení X.404 | ISO/IEC 10021-11), ale počáteční chybné chápání, že X.400 bude vyžadovat propojení s poštovním systémem, a že se za zprávy budou platit poštovní poplatky podle velikosti zprávy, byly významné faktory, které zabránily širšímu přijetí X.400.
X.400 standard se rozšířil ve vojenství (MMHS) a letectví (AMHS).

## Adresy
Adresa v X.400 se označuje jako Originator/Recipient (OR) address. Lze ji použít ke dvěma účelům:
- identifikace e-poštovní schránky odesilatele nebo adresáta
- Global domain identification – udává, kde je poštovní schránka umístěna

Přitom
- verze X.400 z roku 1984 definovala OR adresu jako X.400 adresu, která identifikuje umístění uživatele
- verze X.400 z roku 1988 definuje OR adresu jako kombinaci adresářového jména (distinguished name, DN) a X.400 adresy.[2]

X.400 adresa má několik složek, mimo jiné:
- označení země – C (Country name)
- administrativní doména – ADMD (Administration Management Domain), obvykle jméno veřejného poskytovatele e-mailových schránek
- privátní doména – PRMD (Private Management Domain)
- jméno organizace – O (Organization name)
- jméno organizační jednotky – OU (Organizational Unit Names)
- křestní jméno – G (Given name)
- iniciály – I (Initials)
- příjmení – S (Surname)

Samotné standardy původně nedefinovaly, jak mají být X.400 adresy zapisovány (např. na navštívenkách); RFC 1685 uvádí jeden způsob zápisu založený na pracovní verzi ITU-T doporučení F.401 z roku 1993, který vypadá takto:
"G=Harald;S=Alvestrand;O=Uninett;P=Uninett;A=;C=no"
1984 definuje dva formáty adres:
- Formát 1: (se třemi variantami) – primárně používá ADMD a podmnožinu ostatních atributů
- Formát 2: (bez variant) – identifikuje uživatele pomocí (hardwarové) adresy telematického terminálu.[3]

V roce 1988 byly v doporučení X.400 načrtnuty 4 formáty adres. Adresy ze standardu z roku 1984 formátu 1, varianty 1 byly přejmenovány na mnemonické O/R adresy, adresy formátu 1, varianty 3 byly zkombinovány s formátem 2 a přejmenovány na terminálové O/R adresy. Byly zavedeny i nové formáty: numerický O/R formát (variace na formát 1, varianta 2) a poštovní O/R adresa.
Těžkopádnost zápisu adres byla jednou z příčin neúspěchu X.400.

### Standardy X.400
X.400 standardy jsou volně dostupné na serveru ITU-T
- ITU-T Rec. F.400/X.400 |ISO/IEC 10021-1 Message handling system and service overview
- ITU-T Rec. X.402 |ISO/IEC 10021-2 Message Handling Systems (MHS): Overall architecture
- ITU-T Rec. X.411 |ISO/IEC 10021-4 Message Handling Systems (MHS): Message Transfer System: Abstract Service Definition and Procedures
- ITU-T Rec. X.413 |ISO/IEC 10021-5 Message Handling Systems (MHS): Message store — Abstract service definition
- ITU-T Rec. X.419 |ISO/IEC 10021-6 Message Handling Systems (MHS): Protocol specifications
- ITU-T Rec. X.420 |ISO/IEC 10021-7 Message Handling Systems (MHS): Interpersonal Messaging System
- ITU-T Rec. X.435 |ISO/IEC 10021-9 Message Handling Systems (MHS): Electronic data interchange messaging system
- ITU-T Rec. X.412 |ISO/IEC 10021-10 Message Handling Systems (MHS): MHS routing
- ITU-T Rec. X.404 |ISO/IEC 10021-11 Message Handling Systems (MHS): MHS routing — Guide for messaging systems managers

### Produkty s podporou X.400
- Logsys – ISOPLEX X.400: Vendor and Developer.
- Compucat Research – Compucat Message eXchange (CMX)
- AddOnMail – Editor of X.400 user agent software
- Boldon James Archivováno 4. 10. 2011 na Wayback Machine. – Dodavatel uživatelských programů pro X.400
- Deep-Secure – High assurance boundary protection guards, and Military Messaging clients and servers
- Galadrium Archivováno 4. 12. 2012 na Wayback Machine. – LUNAR X.400 User Agent
- Nexor – MMHS products implementing X.400
- Intelcan – Skycom X.400 User Agent
- Isode Ltd Archivováno 24. 12. 2012 na Wayback Machine. – M-Switch X.400 (MTA) & M-Store X.400 (Message Store)
- Incite Software Solutions, Inc. – Messenger 400 (MTA), vojenský systém elektronické pošty
- NET-TEL – klientské (user agents) i serverové (MTA and P7 MS) programy pro X.400
- Atos Origin[nedostupný zdroj] – MXMS X.400 server
- Xelas Software – Dodavatel X.400 Message Handling System
- Microsoft Exchange Server – jádro verzí 4.0 (první vydání) až 5.x používaly implementaci standardu X.400. Další verze, Exchange 2000, používala implementaci SMTP. Všechny verze však podporují pro konektivitu do SMTP, X.400 a dalších systému elektronické pošty)